# 戈尼亚纳
戈尼亚纳（Goniana），是印度旁遮普邦珀丁达县的一个城镇。总人口12812（2001年）。

## 人口
该地2001年总人口12812人，其中男性6869人，女性5943人；0—6岁人口1478人，其中男878人，女600人；识字率71.10%，其中男性为75.44%，女性为66.08%。